# دايفيد لو
دايفيد لو (بالإنجليزية: David Law) هو منافس ألعاب قوى بريطاني، ولد في 1930.